# José Arechavaleta
José Arechavaleta y Balpardo (Urioste, 1838 – Montevideo, 1912) è stato un naturalista spagnolo.
Trasferitosi in Uruguay, a Montevideo, nel 1894 pubblicò Agrostología uruguaya e nel 1905 Flora uruguaya.
| Arechav. è l'abbreviazione standard utilizzata per le piante descritte da José Arechavaleta. Consulta l'elenco delle piante assegnate a questo autore dall'IPNI. |